# Arajuno
Arajuno este un oraș din Ecuador, construit de Shell Oil Company.